# Arzamas
Arzamas (ros. Арзамас) – miasto w europejskiej części Rosji w obwodzie niżnonowogrodzkim, położone na wysokim prawym brzegu Tioszy, dopływie Oki. 410 km na wschód od Moskwy i 112 km na południe od Niżnego Nowogrodu. Centrum administracyjne rejonu arzamaskiego.

## Historia
Osada założona w 1578 roku, jako twierdza, z rozkazu cara Iwana Groźnego. Prawa miejskie Arzamas otrzymał w 1719 roku, stając się głównym miastem prowincji wchodzącej w skład guberni niżegorodzkiej. Od 1779 roku staje się miastem ujezdnym. XVIII wiek to czas burzliwego rozkwitu. Przez miasto przebiega około 10 traktów handlowych, rośnie liczba ludności, zwiększa się handel, rozwija przemysł. W 1823 roku pożar strawił część zabudowań miasta.
Obecnie miasto jest ośrodkiem przemysłowym (przemysł maszynowy, skórzany, spożywczy), naukowym (wyższa szkoła pedagogiczna) i kulturalnym (muzeum). Znaczący węzeł kolejowy.

## Sport
- Drużba Arzamas – klub piłkarski